# Cantone di Douai
Il Cantone di Douai è una divisione amministrativa dell'Arrondissement di Douai.
È stato costituito a seguito della riforma approvata con decreto del 17 febbraio 2014, che ha avuto attuazione dopo le elezioni dipartimentali del 2015.

## Composizione
Comprende i 7 comuni di:
- Courchelettes
- Cuincy
- Douai
- Esquerchin
- Flers-en-Escrebieux
- Lambres-lez-Douai
- Lauwin-Planque